# Szymon Rduch
Szymon Rduch (født 17. august 1989) er en polsk basketballspiller som deltog i de olympiske lege 2020.